# 浅間山
浅間山（あさまやま）は、長野県北佐久郡軽井沢町及び御代田町と群馬県吾妻郡嬬恋村との境にある、標高2,568メートルの成層火山。山体は安山岩質、円錐形でカルデラも形成されており、活発な活火山として知られる。

## 概要
数十万年前から周辺では火山活動が活発であり、浅間山は烏帽子岳などの3つの火山体とあわせて、浅間連峰もしくは浅間烏帽子火山群と総称される。これまでに噴火と山体崩壊を繰り返し、現在の姿となった。大規模な山体崩壊と崩壊土砂が流出した痕跡は、遠く離れた群馬県前橋市の台地上などに厚い堆積物として残っている。現在噴火活動をしているのは、前掛火山である。山頂火口からは噴煙が上がり、その周りには複合のカルデラがあり、内側の外輪山の西側に前掛山がある。北側のカルデラは山頂部から「鬼押出岩」へと流れ出た溶岩流により崩壊している。外側の外輪山には、黒斑山、牙山、剣ヶ峰などがある。気象庁は「100年活動度または1万年活動度が特に高い活火山」として、ランクAの活火山に指定している。
浅間山には日本初の火山観測所が1911年（明治44年）8月26日に設置され、これにちなんで8月26日は「火山防災の日」に制定されている。
1949年（昭和24年）9月7日に山域は、上信越高原国立公園に指定された。2007年、日本の地質百選に選定された。日本百名山及び花の百名山に選定されている。

## 火山活動

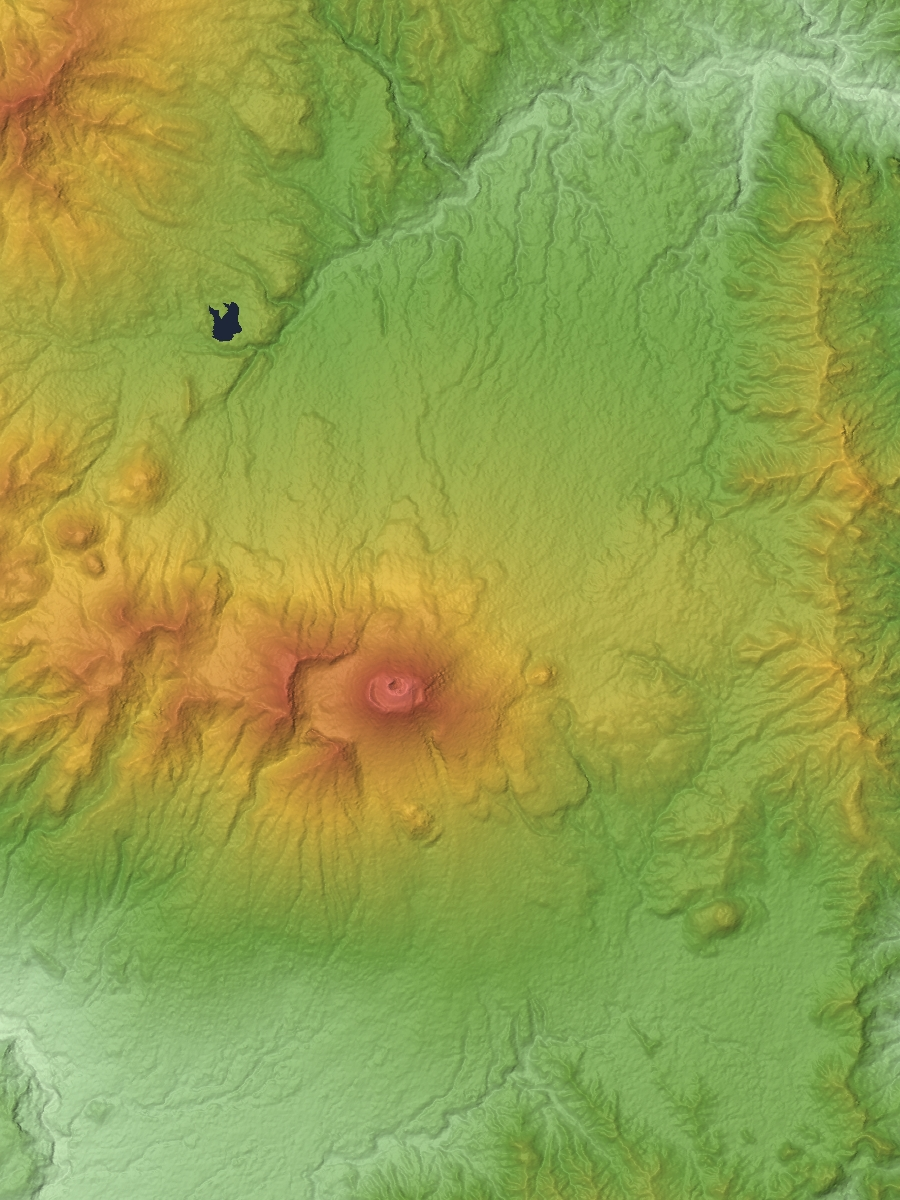
浅間火山の火山体地形図

### 浅間山の活動史
噴火口の位置と溶岩の性質から、3つに分類されている。
黒斑期（約13-約2.6万年前）
玄武岩質安山岩及びから安山岩質の溶岩。現在の黒斑山は東に開いた馬蹄形カルデラである。この馬蹄形カルデラは約2.4-約2.3万年前の塚原・塩沢・応桑岩屑なだれの発生によって形成されたと見られている。山体崩壊した体積は4 km3と推定されており、カルデラ形成以前は現在の湯の平付近に中心火道を持つおよそ2,800-2,900m（山頂火口の直径を500ｍと仮定した場合）の富士山型の成層火山であったと考えられている。この時に発生した泥流の痕跡が前橋台地や浅間山周辺の流れ山として確認できる。また、南軽井沢ではこの泥流に湯川が堰き止められ、大きな湖が形成された（南軽井沢湖成層）。溶岩流として牙溶岩グループや剣ヶ峰溶岩グループ、三ツ尾根溶岩グループなどを、火山灰として北関東ローム層の板鼻褐色軽石層群 (BP・F) を形成。約8万年前から約7万年前の間と、約4万年前から約3万年前の間は活動が見られず、休止期となっている。
仏岩期（約2.6-約1.3万年前）
浅間山を南から見ると山体右側に膨らみを確認する事ができる。これが仏岩火山である。黒斑山の山体崩壊後に活動を開始し、最盛期の山体の高度は海抜2,000mを越えた。粘性に富む紫蘇輝石・角閃石デイサイト質及び、流紋岩質の厚い溶岩流が繰り返し流出し、緩傾斜の火山体を形成した。軽井沢に隣接する離山は、仏岩期の最初期にあたる約2.6万年前の噴火によって形成された溶岩ドームである。また、白糸の滝は湖成層上に堆積した仏岩期の軽石層から湧水している。群馬県前橋市の岩神稲荷神社にある「岩神の飛石」は、約2万4千年前の崩落で発生した泥流で到達したものと推定されている。
約1.6万年前に北関東ローム層の板鼻黄色軽石層 (YP)や、小諸第一火砕流、カラフル火山灰、浅間草津テフラなどを噴出する浅間火山の中では最大級の噴火（合計噴出量4.38 DRE km3）が発生した。万座鹿沢口周辺に見られるベージュ色の崖はこの時の噴出物である。この噴火によってカルデラが形成されたと考えられている。また、この時の噴火の噴出物の総量は10.95km3で火山爆発指数:VEIは6である。これはピナツボ山の1991年の噴火の噴出物の総量（10km3）を上回る大規模なものだった。
前掛期（約1.3万年前-現在）
安山岩質の複成火山で、仏岩火山の活動終了後、黒斑山と仏岩火山の中間地点である浅間前掛火山（狭義の浅間火山）で噴火が始まった。13層の降下軽石層が確認され、大規模噴火の間隔は700 - 800年と考えられている。大きな噴火としては4世紀、1108年、1783年のものが知られ、溶岩流、火砕流の噴出を伴っている。1108年の噴火（噴出物の総量1.55DRE=3.875km3）は1783年（噴出物の総量0.73km3）の噴火の5倍程度の規模で山頂に小規模なカルデラ状地形を形成した。現在は比較的平穏な活動をしているが活動が衰えてきたという兆候は認められない。
史書などでは以下の年に噴火している（太字は被害記録があるもの）。
- 685年、1108年、1281?年、1427年?、1527-1528年、1532年、1582年?、1596年、1598年、1604年、1605年、1609年、1644-1645年、1647-1649年、1651-1652年、1653または1655-1659年、1669年、1704年、1706年、1708-1711年、1717-1718年、1720-1723年、1728-1729年、1732-1733年、1754年、1776-1777年、1783年（天明の大噴火・鬼押出し）、1803年、1815年、1869年、1875年、1879年、1889年、1894年、1899年、1900年、1901年、1902年、1904年、1907年、1908年?、1909年、1910年、1911-1914年、1916年、1917年、1919年、1920年、1921年、1922年、1927年、1928年、1929年、1930年、1931年、1932年、1934年、1935年、1936年、1937年、1938年、1939年、1940年、1941年、1942年、1944年、1945年、1946年、1947年、1951年、1952年、1953年、1954年、1955年、1958年、1959年、1961年、1965年、1972年、1973年、1982年、1983年、1990年、2004年、2008年、2009年、2015年、2019年

### 記録に残る主な噴火
- 685年（天武天皇14年3月：飛鳥時代）『日本書紀』に白鳳地震の5か月後、信濃国（現・長野県）で灰が降り草木が枯れたとする記述がある。浅間山の噴火とされたが[20]、具体的に浅間山と記述されているわけではなく、風向きから寧ろ西方の例えば新潟焼山や焼岳などの噴火の可能性もあるとされる[21]。
- 1108年（嘉承3年、天仁元年：平安時代） 天仁大規模噴火。噴火場所は前掛山で30億トンと推定される噴出物を伴う大噴火。火山爆発指数:VEI5。上野国（現・群馬県）一帯に噴出物が降り積もり、田畑に壊滅的な打撃をもたらした。『中右記』に記録されている。天仁元年9月5日の条に、この年の40年も前の治暦年間（1065年 - 1069年）に噴煙が上がっており、その後も少しではあるが噴煙が上がり、同年7月21日になって突然、大噴火を起こした。噴煙は空高く舞い上がり、噴出物は上野の国一帯に及び、田畑がことごとく埋まってしまった、と記されている[22]。復興のために開発した田畑を豪族が私領化し、さらに荘園へと発展した。この噴火は上野国の荘園化を促すきっかけとなった。また、長野県側にも火砕流（追分火砕流）が約15km駆け下り、湯川、小諸市石峠付近まで達し、山麓の集落が複数埋没した可能性がある。天明の大噴火よりも大規模な噴火だったとされている。最近、12世紀初めの北半球の気温が約1℃低下したことや欧州における暗い月食、数年間の異常気象、大雨や冷夏による作物の不作と飢饉の原因が浅間山の噴火であった可能性が示唆された[23]。また、1040〜1180年頃にはフンガ・トンガ＝フンガ・ハアパイ、又は他の熱帯地域で大規模な噴火活動が発生した可能性があり、これらも地球規模の気温低下に影響した可能性が考えられる。
- 1128年 大治3年 大規模なマグマ噴火、噴火場所は前掛山。火山爆発指数:VEI4。
- 1532年 享禄4年 噴火場所は山頂付近。噴石は火口の周囲 8kmにわたり落下、長野県側では泥流が発生し複数の村が流され、街道にも被害が出た。蛇掘川中流付近には直径25m 以上の「七尋石（ななひろいし）」が残っている。火山爆発指数:VEI2。
- 1582年 天正10年 『多聞院日記』『晴豊公記』『日本史』などが、2月11日に浅間山が噴火して、京都からでも観測できたと伝えている[24]。この噴火はちょうど織田信長の軍勢が武田領への侵攻（甲州征伐）を開始してまもなくだったため、武田領国内の国衆や領民は武田勝頼が天から見放されたと考え、この噴火の日を境に武田領国の諸城は織田軍に抵抗することなく陥落していった[25]。
- 1721年 享保6年 火砕物降下。噴石のため登山者15名死亡、重傷1名。火山爆発指数:VEI1。

天明大噴火

- 1783年8月5日（天明3年7月8日） 天明大噴火 噴出物総量4.5×108m3、火山爆発指数:VEI4。
  - 4月9日（旧暦。以下この項目では同じ）に活動を再開した浅間山は、5月26日、6月27日と、1か月ごとに噴火と小康状態を繰り返しながら活動を続けていた。
  - 6月27日からは噴火や爆発を毎日繰り返すようになっていた。日を追うごとに間隔が短くなると共に激しさも増し、江戸や関西でも戸障子が振動するなどした。鬼押出し溶岩流の範囲

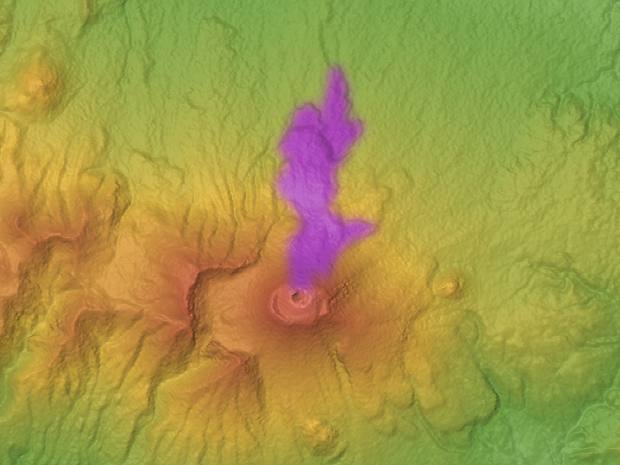
鬼押出し溶岩流の範囲

  - 7月6日から3日間にわたる噴火で大災害を引き起こした。最初に北東および北西方向（浅間山から北方向に向かってV字型）に吾妻火砕流が発生（この火砕流は、いずれも群馬県側に流下した）。続いて、約3か月続いた活動によって山腹に堆積していた大量の噴出物が、爆発・噴火の震動に耐えきれずに崩壊。これらが大規模な土石雪崩となって北側へ高速で押し寄せた（このときの爆発音は京都や中国・四国などでも聞こたという）。高速化した巨大な流れは、山麓の大地をえぐり取りながら流下。鎌原村（現・嬬恋村大字鎌原地域）と長野原町の一部を壊滅させ、さらに吾妻川に流れ込んで天然ダムを形成して河道閉塞を生じた。天然ダムは直ぐに決壊して泥流となり大洪水を引き起こして、吾妻川沿いの村々を飲み込みながら本流となる利根川へと入り込み、現在の前橋市から玉村町あたりまで被害は及んだ。増水した利根川は押し流したもの全てを下流に運び、当時の利根川の本流であった江戸川にも泥流が流入して、多くの遺体が利根川の下流域と江戸川に打ち上げられた。この時の犠牲者は1624人（うち上野国一帯だけで1,400人以上）、流失家屋 1151戸、焼失家屋 51戸、倒壊家屋130戸余りであった[26]。最後に「鬼押出し溶岩」が北側に流下して、天明3年の浅間山大噴火は収束に向かったとされている。
  - 長らく溶岩流や火砕流が土砂移動の原因と考えられてきたが、低温の乾燥粉体流が災害の主要因であった[27]。最も被害が大きかった鎌原村の地質調査をしたところ、天明3年の噴出物は全体の5%ほどしかないことが判明。また、1979年（昭和54年）から嬬恋村によって行われた発掘調査では、3軒の民家を確認できたが、出土品に焦げたり燃えたりしたものが極めて少ないことから、常温の土石が主成分であることがわかっている。また、一部は溶岩が火口付近に堆積し溶結し再流動して流下した火砕成溶岩の一部であると考えられている。2000年代の発掘では、火山灰は遠く栃木県の鬼怒川から茨城県霞ヶ浦、埼玉県北部にまで降下していることが確認された[28]。また、大量に堆積した火山灰は利根川本川に大量の土砂を流出させ、天明3年の水害、天明6年の水害などの二次災害被害を引き起こした[29][29]。
  - この時の噴火が天明の大飢饉の原因となり、東北地方で約10万人の死者を出したと長らく認識されていたが、東北地方の気候不順による不作は既に1770年代から起きていることから直接的な原因とは言い切れない。一方で同じ年には、東北地方北部にある岩木山が噴火（4月13日・天明3年3月12日）したばかりか、アイスランドのラキ火山（Lakagígar）の巨大噴火（ラカギガル割れ目噴火、6月8日）とグリムスヴォトン火山（Grímsvötn）の長期噴火が起き、桁違いに大きい膨大な量の火山ガスは成層圏まで上昇。噴火に因る塵は地球の北半分を覆い、地上に達する日射量を減少させたことから北半球に低温化・冷害をもたらした。このため既に深刻になっていた飢饉に拍車をかけ事態を悪化させた面がある。「火山の冬#有史時代の事例」も参照。
- 1937年（昭和12年）3月13日 小規模噴火。軽井沢をはじめ山麓周辺で猛烈な降灰[30]。
- 1938年（昭和13年）6月7日 降灰多量。噴出物総量2×105m3、9月26日13時43分噴煙高さ 8,200m。火山爆発指数:VEI1.3。
- 1947年（昭和22年）8月14日 噴煙高さ 12,000m、噴石により11名の犠牲者。また、山火事が発生し湯の平火山観測所の建物が焼失。火山爆発指数:VEI1。
- 1950年（昭和25年）9月23日午前4時37分に大爆発し、噴煙高さ6,000ｍ。爆発音の外聴域出現[31]。登山中の高校生1人が噴石を頭に受けて死亡。降灰は茨城県、埼玉県、東京都にも見られた。爆発音は愛知県名古屋市まで届いた。[32]この噴火により噴出した千トン岩（実際は約3千トンと推定）と呼ばれる巨大な岩塊が北側の山頂火口縁に存在する。
- 1958年（昭和33年）11月10日 午後10時50分、突然大爆発して噴煙が高さ 7,000 - 8,000m、降灰域は太平洋岸まで達し、南側斜面へ小規模な火砕流が流下、南西へ流下した火砕流は前掛山の断崖で遮られ、内側に厚さ数ｍの堆積物を残した。山火事も数か所で発生。爆発音が大きく山麓では多数の窓ガラス等が破損し、東北から関西まで広範囲で爆発音が聞こえた。噴火に伴う地震の規模はＭ4.5、噴出物総量3.6×105m3、火山爆発指数:VEI1。
- 1973年（昭和48年）2月1日 午後7時20分に爆発、北側斜面へ小規模な火砕流発生、火炎の高さは500ｍに達する。約1ヶ月前から活発な火山性地震を観測（1月13日、14日合計150回超）し、3月10日にはこの一連の活動で最大の噴火が発生、パン皮状火山弾及び軽石の多量噴出と北側斜面に小規模火砕流、融雪型の泥流が発生。5月24日まで微噴火まで合わせ87回の噴火と活発な活動が続いた[33]。火山爆発指数:VEI2。
- 1983年（昭和58年）4月8日 爆発、福島県の太平洋岸でも降灰を観測[34][35]。火山爆発指数:VEI0.9。
- 2004年（平成16年）9月1日 20時20分頃 中規模の爆発的噴火を確認[34][35][36][37]。気象レーダーによると噴煙高度は推定3,500-5,500ｍ。小康状態の後、9月14日 - 18日にかけて小噴火が多発、及び9月23日と29日、11月14日には中規模の噴火が発生し、11月14日の噴火は噴煙高度推定3,500-5,500ｍ[38][39][40][41][42][43][44][45][46]。11月14日以降噴火は観測されず[47]。火山爆発指数:VEI1。
- 2008年（平成20年）8月10日 小規模噴火を確認[48]。
- 2009年（平成21年）2月2日 噴火確認[49][50]。関東平野の広い範囲に10g/m2 - 50g/m2の降灰[51][52][53]。ウィキニュースに関連記事あり。[54]火山爆発指数:VEI1。
- 2015年（平成27年）
  - 06月16日 午前9時30分頃、空振を観測しない程度の小規模噴火[55]。北から北東にかけて微量の降灰を確認[56]。
  - 06月19日 17時頃ごく小規模な噴火が発生[57][58]。
- 2019年（令和元年）
  - 08月07日22時08分頃、小規模噴火[59]。同日、浅間山に火口周辺警報（噴火警戒レベル3（入山規制））を発表[60]。
  - 08月25日19時28分頃、噴火

### 防災
1911年（明治44年）8月26日、震災予防調査会が長野測候所と共同で、日本最初の火山観測所を浅間山の西側山腹に設置した。1925年度（大正14年度）には、政府の緊縮方針のために観測所が廃止されたが、復活運動が起こり1926年（大正15年）から再開された。また、この頃には地元の小諸警察署が浅間山一帯を視察する「登山警察」を例年夏季に行っており、長野測候所の技手とともに登山を行っている。
過去の噴火事例から避難経路などを取りまとめたハザードマップの作成が行われている。また、長野県小諸市の千曲川河畔まで溶岩流が流れた痕跡や群馬県側の吾妻川では、山体崩壊に伴い大規模な土石流が流下し、前橋市付近までの広い地域に土砂が堆積した形跡があり、山体付近だけの問題ではない。
火山噴火予知連絡会によって常時観測火山（火山防災のために監視・観測体制の充実等の必要がある火山）に選定されている。また、東京大学地震研究所等により365日24時間の観測が行われている。
2024年（令和6年）には浅間山に日本で最初の火山観測所が設置された日に因み8月26日が火山防災の日に制定された。

## 地理

### 浅間火山の地形

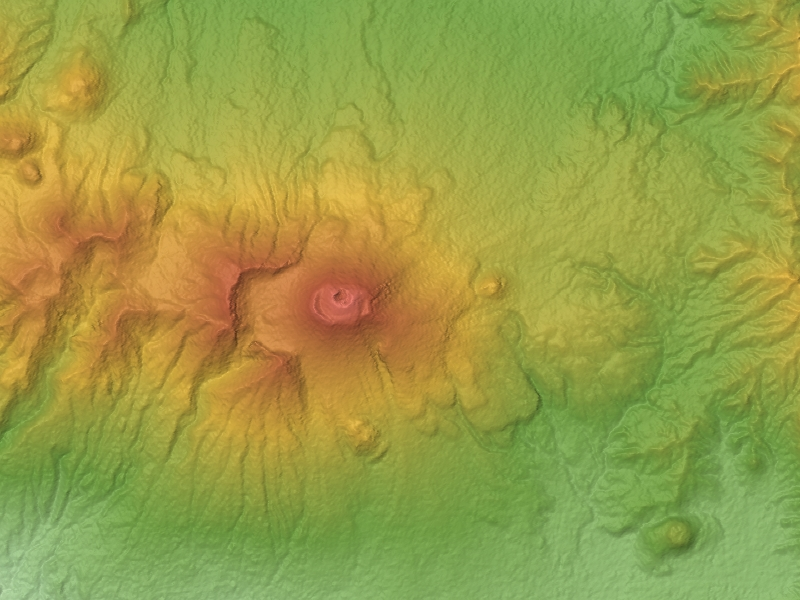
近景（離山は右下）

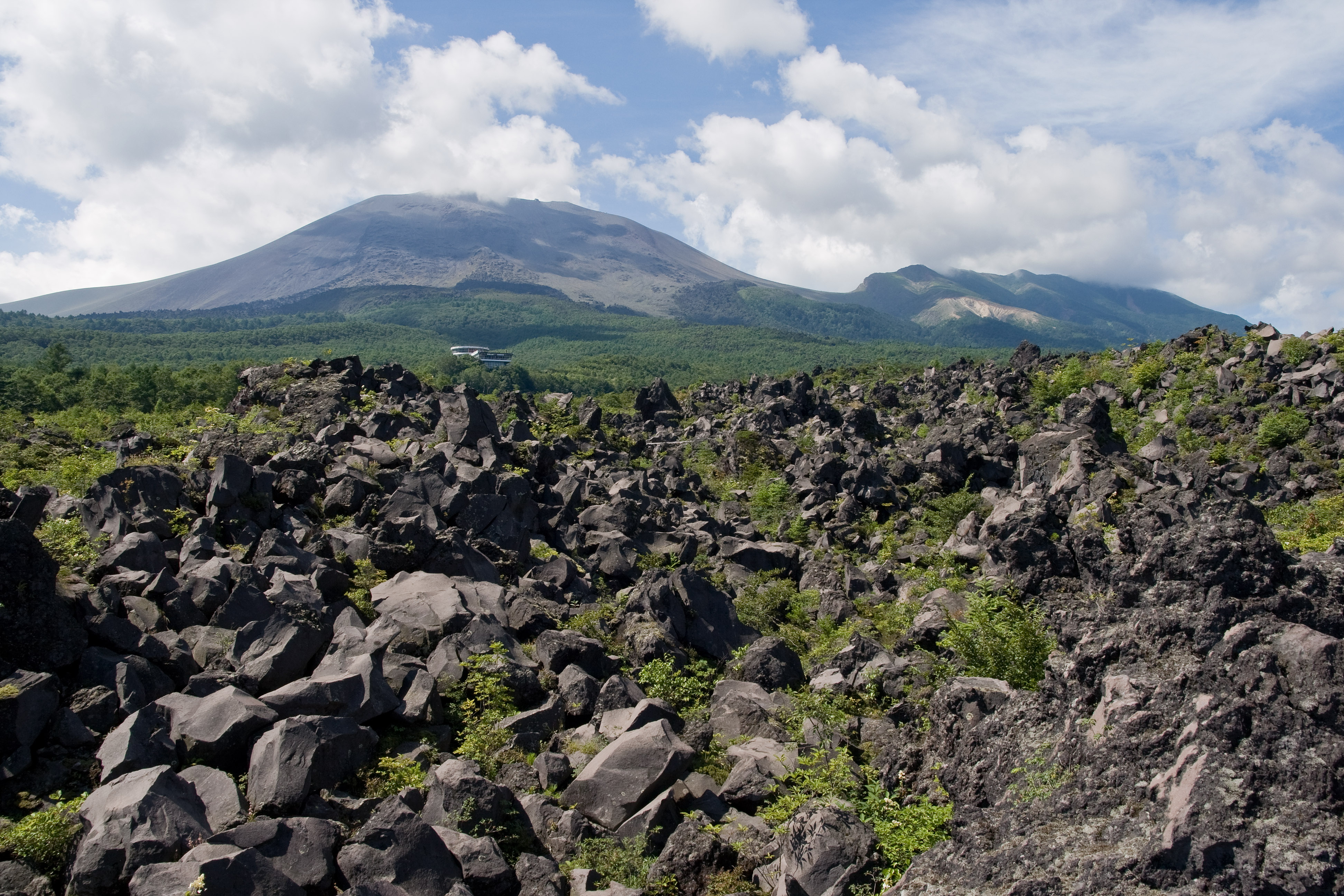
鬼押し出しから見た浅間山

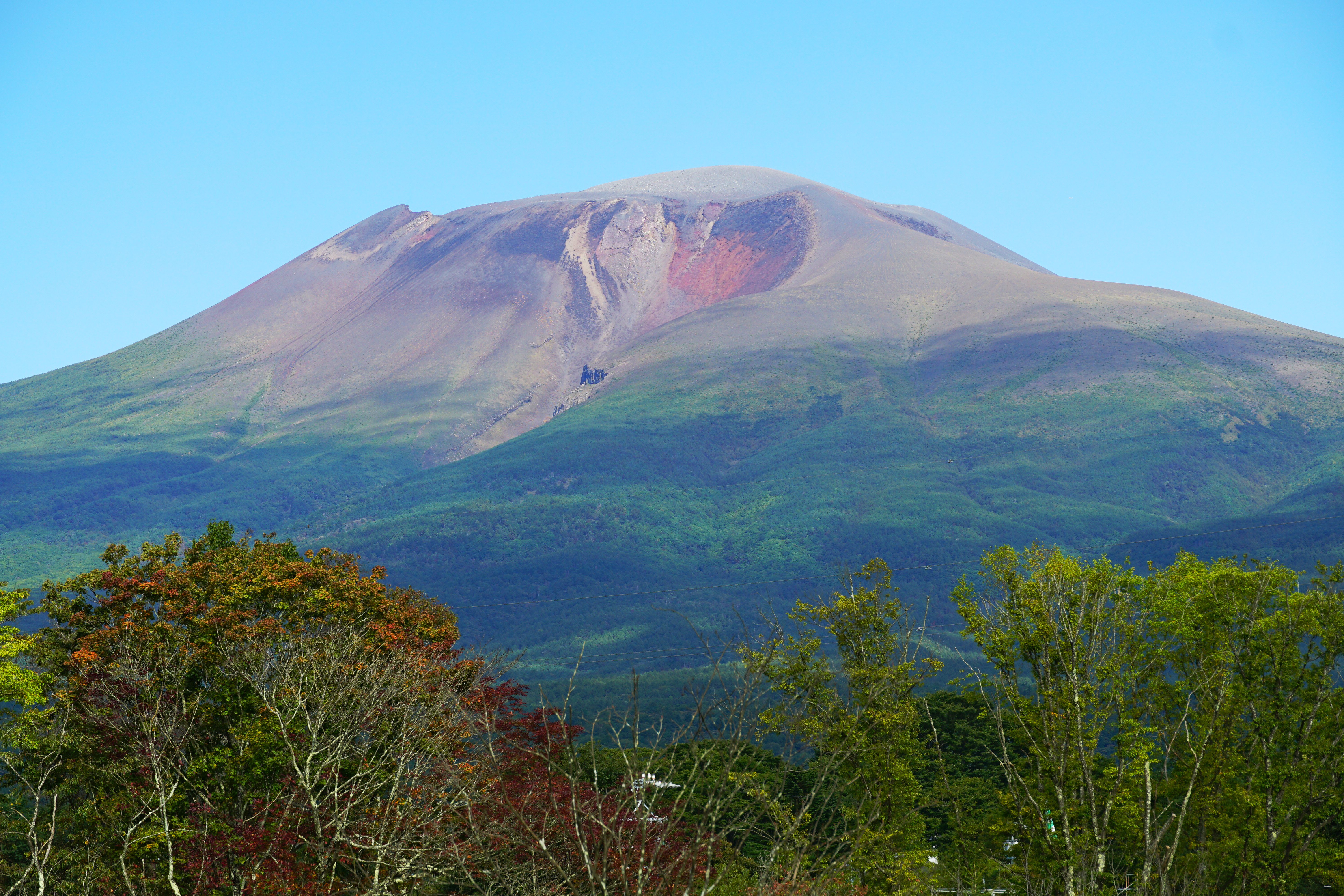
長野県軽井沢町長倉から望む

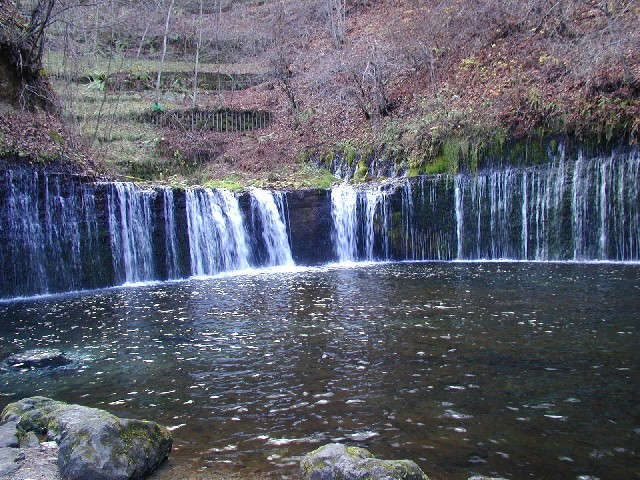
白糸の滝

- 前掛山 - 中央火口丘、釜山火口（現在の火口）がある。
- 黒斑山 - 古期成層火山のカルデラ縁。
- 側火山
  - 小浅間山 - 溶岩ドーム。釜山火口から東3.8km。
  - 離山 - 溶岩ドーム、比高は約200m、釜山火口から南東10km。
  - 石尊山 - 前掛山の南側中腹に位置する溶岩ドーム、比高約250m、釜山火口から南西3.3km。

#### その他
浅間山の南麓、長野県側には軽井沢町が、北麓の群馬県側には吾妻郡嬬恋村と長野原町北軽井沢があり、風光明媚な避暑地として古くから開発が進んでいる。北麓一帯は後述する、火山活動により形成された特徴的な地形があり、2016年に「浅間山北麓ジオパーク」として日本ジオパークに認定された。

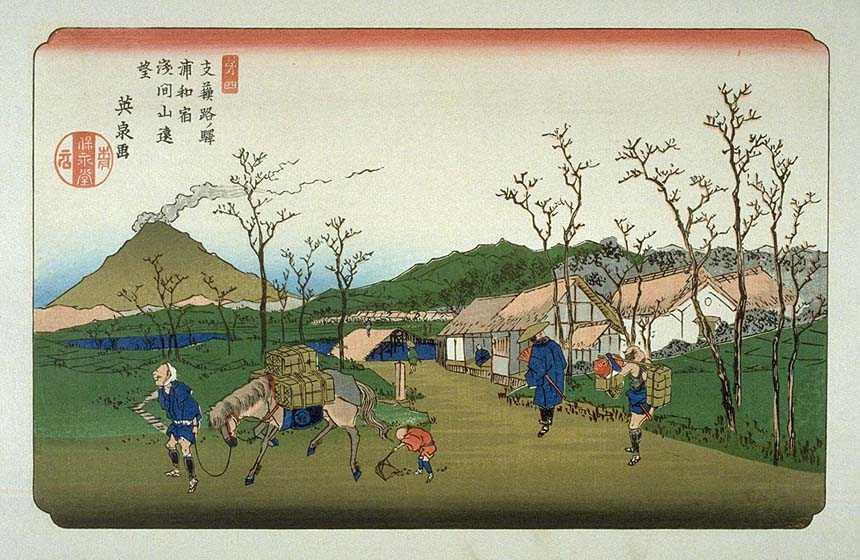
渓斎英泉画「支蘇路ノ駅 浦和宿浅間山遠望」

- 鬼押出し - 過去に流出した鬼押出溶岩流の跡が鬼押出し園及び浅間園として整備されている[67]。浅間園内にはかつて浅間火山博物館があった。
- 白糸の滝 - 火山噴出物が堆積した水平面から湧水が吹き出す滝が名所となっている。
- 浅間山熔岩樹型 - 天明浅間山噴火の際、吾妻火砕流が発生して群馬県側に流れ、原生林に到達。高熱の火砕流は木を包み込むように流れ、生えていた樹木が燃え落ちた。やがて木の燃えかすが朽ちて井戸のような穴だけが残ったものである（「溶岩樹型」という名称ではあるが、実際には火砕流によって形成されたものであることがわかっている）。嬬恋村には樹型が数百個見つかっており、そのうちの約百個は嬬恋村教育委員会の手によって樹型内に溜まった土や枯れ葉を定期的に除去する保護活動と周囲の整備が続けられている。樹型の大きさは直径数十センチメートル、深さ1メートルほどの小さなものから、大きなものでは直径2メートルを超え、深さが5メートル以上に及ぶ巨大なものまである。樹型内にはヒカリゴケが群生しているものもあり、整備された区域では樹型と併せて容易に観察することができる。1940年（昭和15年）8月30日、国から特別天然記念物に指定された。

### 源流の河川
以下の源流となる河川は、それぞれ日本海と太平洋へ流れる。
- 蛇掘川、濁川、湯川など （千曲川の支流）
- 吾妻川の支流 （利根川水系）

## 動植物

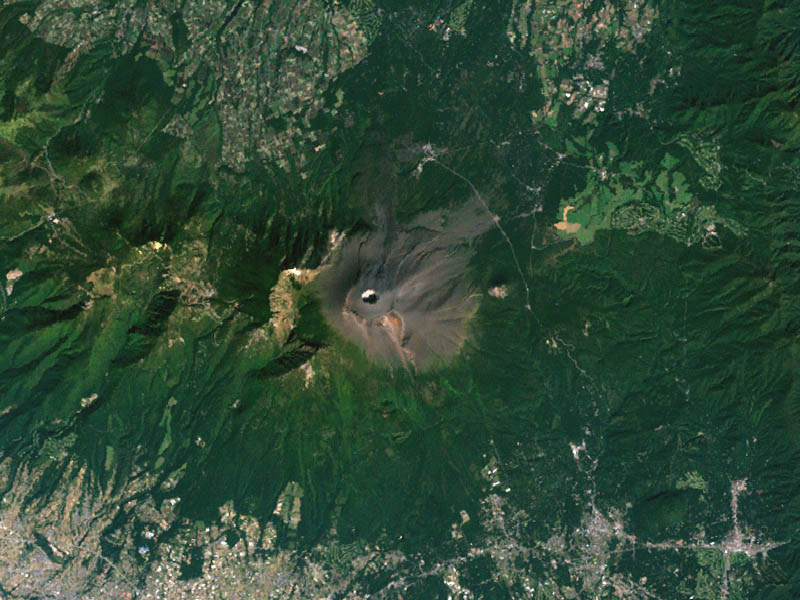
衛星写真。火山活動で山頂付近の植生が失われている。

浅間山はシラビソやオオシラビソを中心とした亜高山帯の自然植生を残し、その周辺にカラマツの天然林が広がり、野生の動物が多数生息している。その中でも、イヌワシやツキノワグマなどの生息地として重要であることから国指定浅間鳥獣保護区（大規模生息地）に指定されている（面積32,218ha、うち特別保護地区947ha）。

## 信仰と伝承
「あさま」は火山を示す古語とされる。富士山の神を祀る神社が浅間神社（せんげんじんじゃ）と呼ばれるのも同様の理由であり、阿蘇山の「あそ」も同系のことばであると言われる。浅間山も多くの山々と同じく、古くから山岳信仰の対象となっており、浅間神社（通常の浅間神社とは祭神が異なる）が鎮座している。
雪形
浅間山の南斜面、北斜面には春になると雪形が出現する。南斜面には鯉の模様が、北斜面には逆さ馬（馬が頭を下にしている様子）出る頃に苗代の準備を行う風習がある。

## 登山

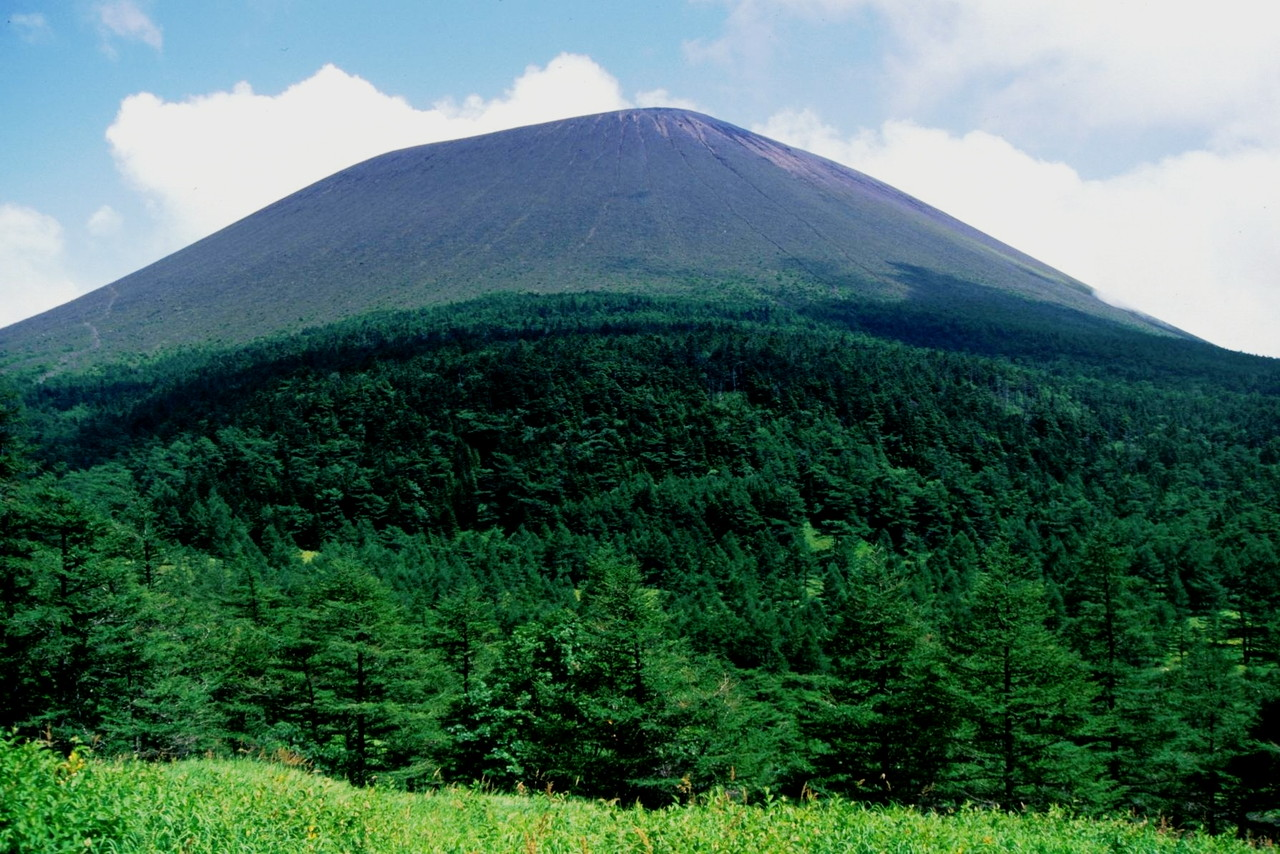
外輪山の黒斑山方面から望む浅間山

浅間山の火口付近は、火山噴火に伴い、1972年（昭和47年）より立ち入りが禁止されてきた。その後の沈静期には規制が解除されたこともあるが、その火山活動に応じて地元自治体より火口からの一定の直線距離以内が立入禁止区域として登山規制になることがある。
2022年（令和4年）時点では、長野県小諸市側から前掛山までの登山が認められている。群馬県側の長野原町と嬬恋村でつくる浅間山ジオパーク推進協議会は環境省と協議の上、2025年度（令和7年度）開通を目指して登山道を整備する計画で、噴火に備えたシェルターも設ける。
- 著名人の登山の記録
  - 深田久弥が高等学校一年生の1922年（大正11年）7月に登頂[10]。
  - 浩宮（当時、今上天皇）が1966年（昭和41年）8月4日に峰の茶屋から登頂[70]。
- 噴火予報は2018年（平成30年）8月30日以降、「噴火警戒レベル1」（活火山であることに留意）となっている[71]。
- 軽井沢口：国道146号線「峰の茶屋」コース。
  - 浅間山火口周辺立入禁止（火口から0.5キロメートル以内規制）。
    - 小浅間山・石尊山へ通ずる登山道は登山可能。
- 小諸口:「黒斑コース・火山館コース」
  - 浅間山火口周辺立入禁止（火口から0.5キロメートル以内規制）。
    - 前掛山まで入山可能。

以前は嬬恋村から黒斑山を経由する登山道もあったが、雨で登山道が崩壊してしまい、現在は不通となっている。

## 舞台となった作品
映画
- カルメン故郷に帰る
- 風来坊探偵 赤い谷の惨劇 - 主演：千葉真一、監督：深作欣二による1961年（昭和36年）の日本映画。山麓の牧場・高原が舞台となっている。
- 『電送人間』-主演:鶴田浩二、監督:福田純、特技監督:円谷英二に依る1960年（昭和35年）に東宝が製作した特撮映画。浅間山を臨む軽井沢の牧場が舞台で、ラストは特撮に依る浅間山の噴火シーンがある。

絵画
- 「浅間」（連作）、小山敬三

和歌
- 信濃なる浅間の嶽にたつ煙 をちこち人の見やはとがめぬ - 在原業平朝臣（『伊勢物語』）

俳句
- 吹き飛ばす石も浅間の野分かな - 松尾芭蕉
- 冬の浅間は胸を張れよと父のごと - 加藤楸邨

詩
- 暮れ行けば浅間も見えず　歌哀し佐久の草笛 ... - 島崎藤村（千曲川旅情の歌）

書籍
- つまごい-天明三年浅間山代噴火秘話 / 福本順也
- 浅間山、歴史を飲み込む－天明の大噴火 / 著：小西聖一・絵：小泉澄夫
- 浅間山大噴火 / 渡辺尚志
- 神話風土記 富士浅間造山騒動記 / 吉井正徳
- 軽井沢を守った人々－浅間山米軍演習地反対運動の思い出 / 田部井健次
- 浅間山の見える村で / 南史子・池田勝子
- 浅間 / 立松和平
- このはな綺譚 第10巻 家路 / 天乃咲哉（漫画作品）
- ゲッターロボシリーズ / 石川賢、永井豪（漫画、アニメ）ゲッターロボ運用拠点の研究所が浅間山に存在する設定。

その他
- 桃神祭2016 〜鬼ヶ島〜：ももいろクローバーZが2016年8月13日、8月14日に横浜国際総合競技場で開催したコンサート。オープニング・エンディング映像が山麓の鬼押出し園で収録された。演出は佐々木敦規。

## 関連画像

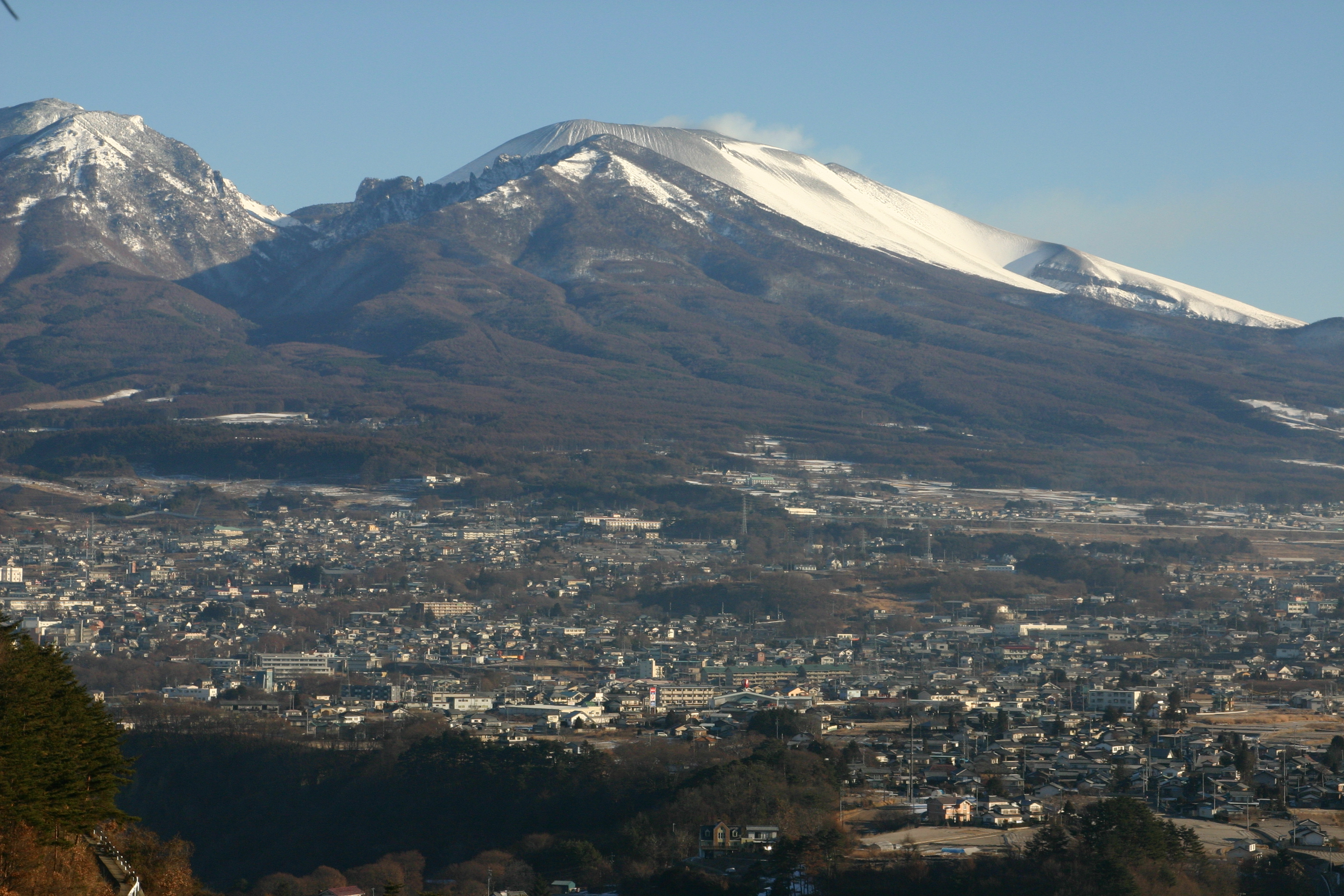
南南西より
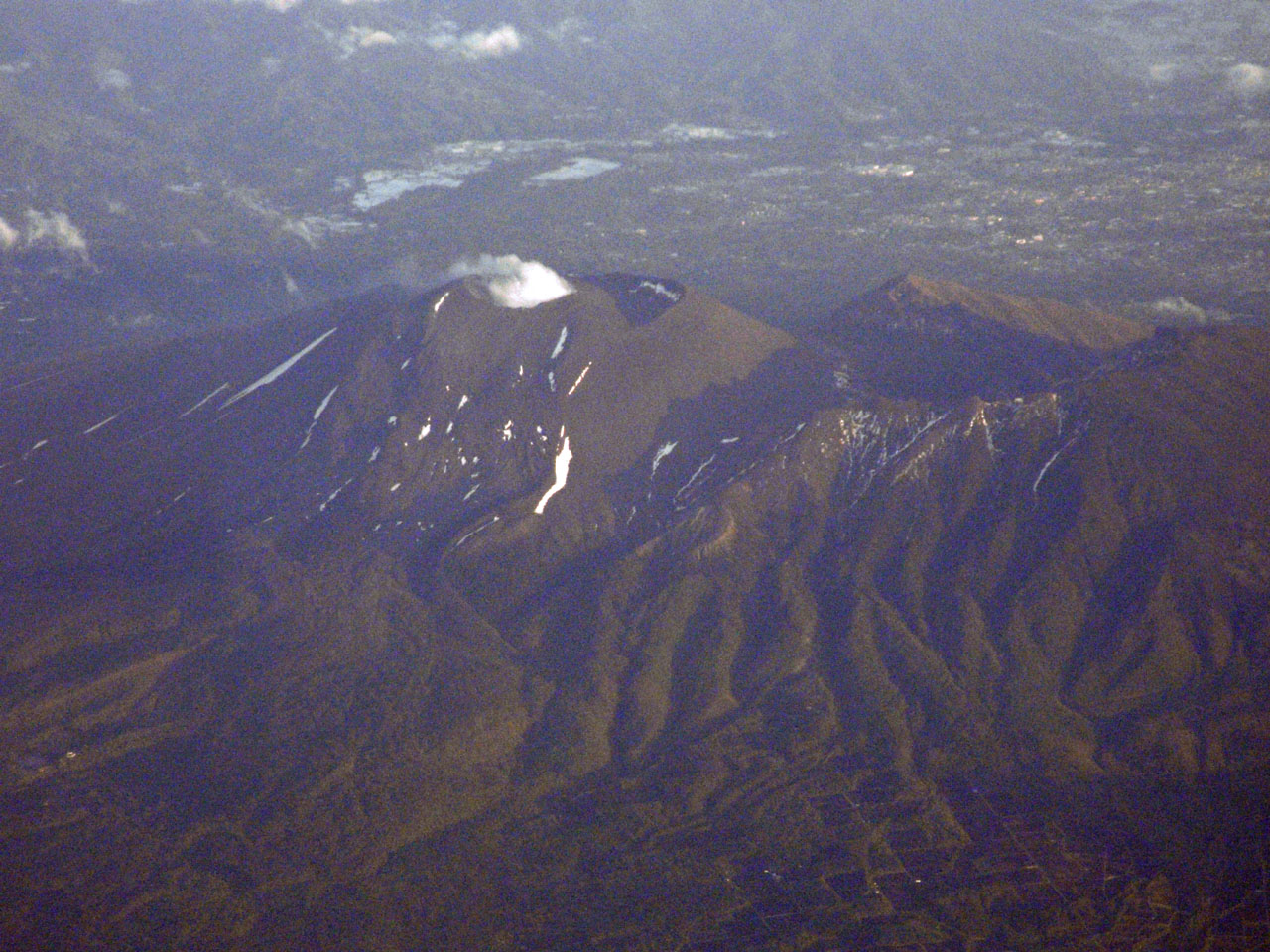
噴気を上げる浅間山
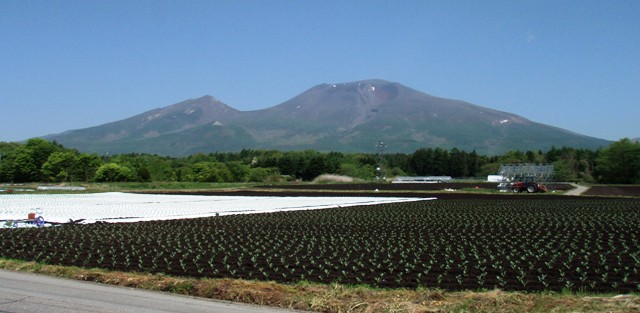
南南東から(軽井沢町風越付近)
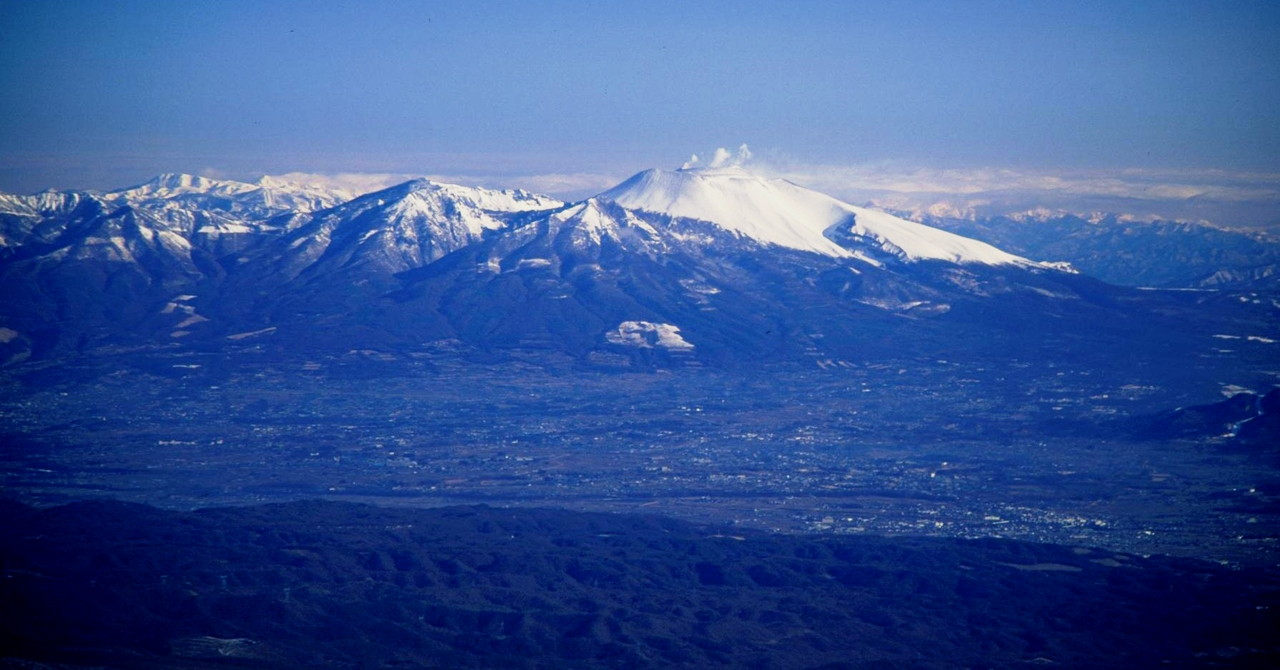
硫黄岳から望む
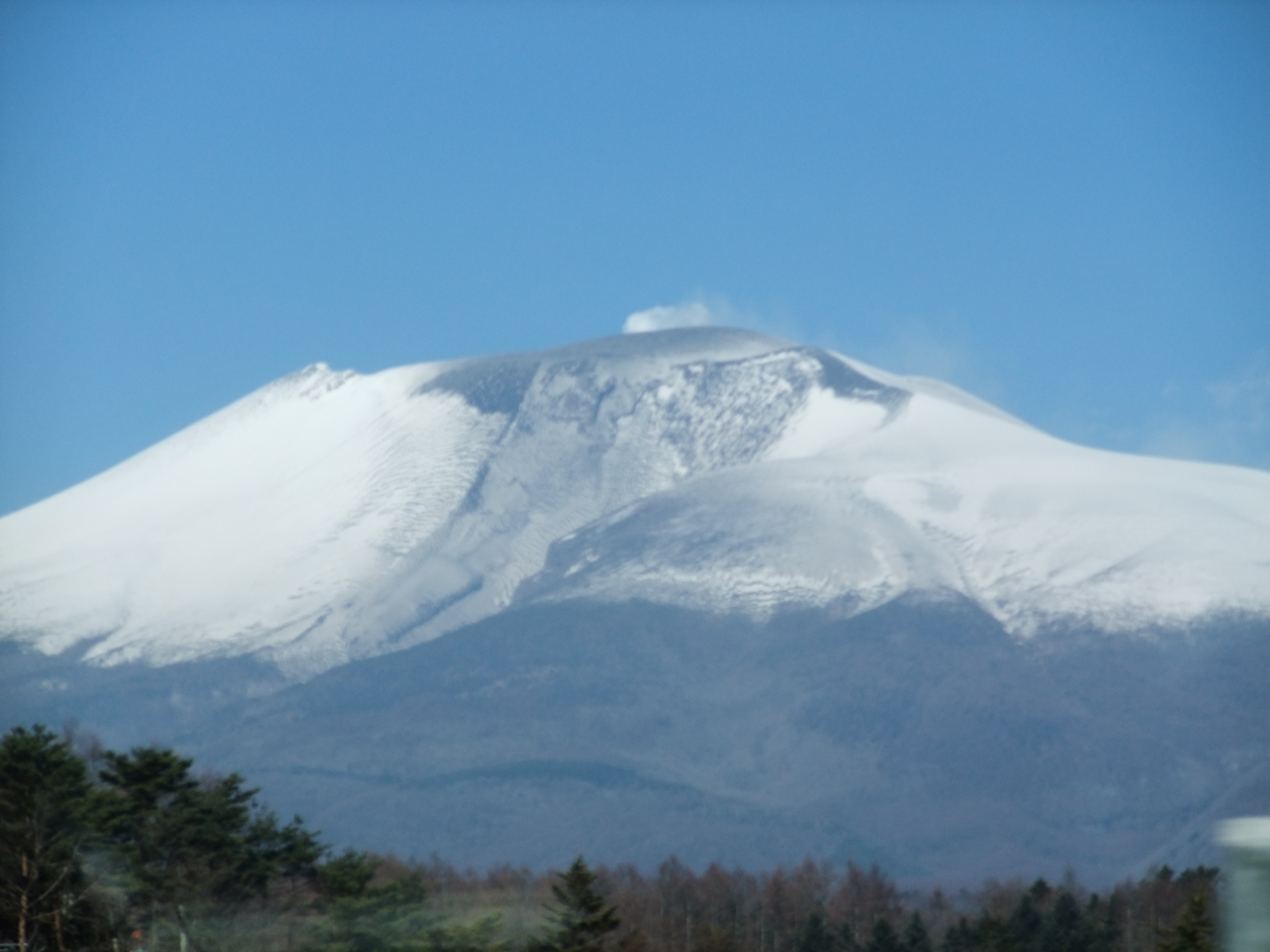
雪面に降った火山灰（2009年2月の噴火後）